# Пустошь (сериал, 2023)
«Пустошь» (англ. Wilderness ) ― британский телевизионный мини-сериал в жанре психологического триллера, снятый для Amazon Prime Video по одноимённому роману Б. Э. Джонс. В главных ролях Дженна Коулман и Оливер Джексон-Коэн. Он был выпущен 15 сентября 2023 года.

## Сюжет
Лив и Уилл Тейлоры ― молодая обеспеченная британская пара, живущая в Нью-Йорке. Но их брак оказывается под угрозой, когда Лив из сообщения в мобильном телефоне Уилла узнаёт о его измене. Её разбитое сердце быстро превращается в ярость и жажду мести.

## В ролях
- Дженна Коулман ― Лив Тейлор
- Оливер Джексон-Коэн ― Уилл Тейлор
- Эшли Бенсон ― Кара Паркер, коллега Уилла
- Моргана Ван Пиблз — Эш, соседка Тейлоров
- Клэр Рашбрук[англ.] ― Кэрил, мать Лив Тейлор
- Талия Болсам — Бонни, начальница Уилла
- Эрик Бальфур ― Гарт, парень Кары
- Марша Стефани Блэйк[англ.] ― Детектив Роулингс
- Джонатан Кельтц ― Детектив Уайзмен

## Серии
| № | Название                                 | Режиссёр  | Автор сценария                         | Дата премьеры     |
| --- | ---------------------------------------- | --------- | -------------------------------------- | ----------------- |
| 1 | «Долго и счастливо»                      | Со Ён Ким | Марни Диккенс                          | сентябрь 15, 2023 |
| Завидная квартира в гламурном Нью-Йорке, невероятно страстный брак и обещание идеальной совместной жизни - британские молодожены воплощают в жизнь американскую мечту. |                                          |           |                                        |                   |
| 2 | «Другая женщина»                         | Со Ён Ким | Марни Диккенс                          | сентябрь 15, 2023 |
| Лив и Уилл прибывают в Йосемити; шокирующее появление Кары отвлекает от плана Лив.                                                                                     |                                          |           |                                        |                   |
| 3 | «На долгую муку»                         | Со Ён Ким | Марни Диккенс                          | сентябрь 15, 2023 |
| Лив просыпается с сокрушительным осознанием того, что она натворила.                                                                                                   |                                          |           |                                        |                   |
| 4 | «Дом, милый дом»                         | Со Ён Ким | Марни Диккенс, Матильда Фейишайо Ибини | сентябрь 15, 2023 |
| Лив пытается сбежать из поездки в Вегас, в то время как детектив приближается к установлению истины.                                                                   |                                          |           |                                        |                   |
| 5 | «Яблоко от яблони»                       | Со Ён Ким | Марни Диккенс                          | сентябрь 15, 2023 |
| Мать Лив, Кэрил, приезжает из Уэльса с вопросами. |                                          |           |                                        |                   |
| 6 | «Куда отправляются умирать Белые Рыцари» | Со Ён Ким | Марни Диккенс                          | сентябрь 15, 2023 |
| "Токсичный пакт" Лив достигает точки кипения, когда действие приближается к развязке.                                                                                  |                                          |           |                                        |                   |

## Производство
Сериал был адаптирован для телевидения Марни Диккенс по мотивам романа Б. Э. Джонс «Пустошь» 2017 года. Режиссёр Со Ён Ким выступила исполнительным продюсером вместе с Диккенс и Элизабет Килгаррифф для Firebird Pictures.
Съемки проходили в основном в Ванкувере, производство началось в апреле 2022 года, съемки также проходили в Калгари, отеле "Банф Спрингс", а затем в сентябре ― в Лас-Вегасе, Гранд-Каньоне и Нью-Йорке, дополнительные съемки проходили в Великобритании.
Дженна Коулман и Оливер Джексон-Коэн были объявлены исполнителями главных ролей в сериале в июне 2022 года. В июле 2022 года к актёрскому составу присоединились Эшли Бенсон, Эрика Балфур, Марша Стефани Блейк и Моргана Ван Пиблз.

## Релиз
23 августа 2023 года был выпущен трейлер с новой перезаписанной версией песни Тейлор Свифт "Look What You Made Me Do". Песня также звучит во вступительных титрах.
Премьера сериала состоялась 15 сентября 2023 года на канале Prime Video.

## Приём
Сериал получил смешанные отзывы и набрал 68% на Rotten Tomatoes. Вывод критиков сайта: 
«Пустошь» часто теряется в переизбытке тропов мести, но его острые повороты могут удовлетворить поклонников грязных интриг.
Оригинальный текст (англ.)Wilderness often gets lost in its overabundance of revenge tropes, but its cutting twists may satisfy fans of sordid intrigue.